# Jaskinia Juhaska
Jaskinia Juhaska, dawniej zwana Grotą Juhaską – jaskinia, a właściwie schronisko, w Dolinie Strążyskiej w Tatrach Zachodnich. Ma dwa otwory wejściowe znajdujące się w północnej ścianie Juhaskiej Turni w masywie Długiego Giewontu, w żlebie Banie, w odległości ok. 100 m w prostej linii od Wyżniej Suchej Przełęczy, na wysokościach 1570 m i 1586 m n.p.m. (Orle Okno). Długość jaskini wynosi 23 metry, a jej deniwelacja 16 metrów.

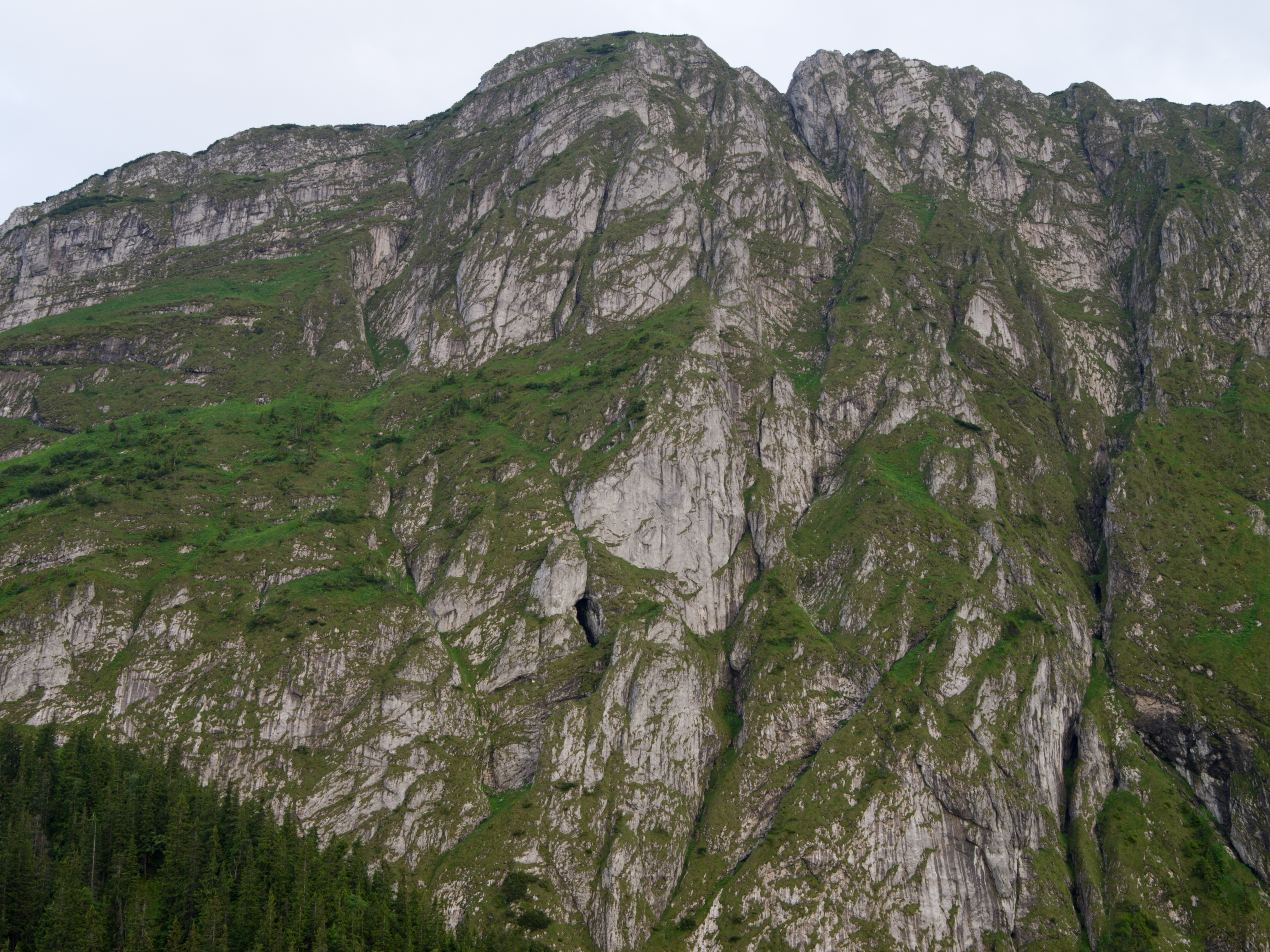
Orle Okno – ciemny otwór w ścianie Juhaskiej Turni

## Opis jaskini
Jaskinię stanowi obszerna sala (23 metry długości, 5 metrów szerokości) ze stromo wznoszącym się dnem zaczynająca się zaraz za dużym otworem wejściowym. W jej stropie znajduje się drugi, duży otwór wejściowy.
W jaskini brak jest nacieków. Ściany są suche. Otwór w stropie powoduje, że w całym schronisku jest jasno.

## Historia odkryć
Jaskinia była znana od dawna. Z Zakopanego można dostrzec okno (drugi otwór) ponad głównym wejściem do niej. Nadano mu nazwę Orle Okno, gdyż dawniej często przebywały na nim orły.
Jaskinia po raz pierwszy została zbadana w 1907 r. przez wyprawę Mariusza Zaruskiego, Aleksandra Znamięckiego i B. Romaniszyna z przewodnikiem Stanisławem Gąsienicą Byrcynem. Opisał ją Mariusz Zaruski, zwiedzał m.in. Tytus Chałubiński, który zbierał mchy do swojej pracy naukowej.
Mariusz Zaruski tak opisuje podejście do niej:
...wydostajemy się na przełączkę pomiędzy Giewontem a Suchym Wierchem (Przełączka Sucha). Żlebem po drugiej stronie przełączki schodzimy ok. 40 m, po czym bardzo stromym zachodzikiem, w rodzaju kominka, wspinamy się (niełatwo) na skośny, szerszy zachód, który nas wprowadza na mały upłazek; obniżamy się kilka metrów i w wielkiej ekspozycji trawersujemy poziomo trawiastą półeczką kilka metrów, obchodząc w ten sposób przewieszoną ściankę. Stąd usypiskiem dostajemy się bez trudu do groty. Droga od chwili opuszczenia żlebu spod Suchej Przełączki jest silnie eksponowana.
W wylocie jaskini Zaruski z towarzyszami znaleźli ułożony z kamieni kopczyk i leżący przy nim drewniany krzyż, ustawiony w miejscu, w którym w 1879 r. śmierć poniósł 9-letni juhas Józef Hadowski. Był on pierwszą zarejestrowaną ofiarą Giewontu. Na pamiątkę jego [Józka] grocie daliśmy nazwę Juhaskiej – pisał Zaruski w 1907 r. w „Taterniku”.
Pierwszy dokładny plan i opis jaskini sporządził Kazimierz Kowalski w 1951 roku.